# 四溴化锝
四溴化锝是一種無機化合物，化學式為TcBr4。它是一個棕色的固體，稍溶於水。

## 製備
四溴化锝可以由溴和锝在高溫下結合而成：
Tc + 2 Br2 → TcBr4

## 結構
經X射线晶体学核實，四溴化锝是一種由TcBr6八面體互相鏈接而成的無機聚合物。四溴化铂和四溴化鋨也有類似的結構。 